# Helensville

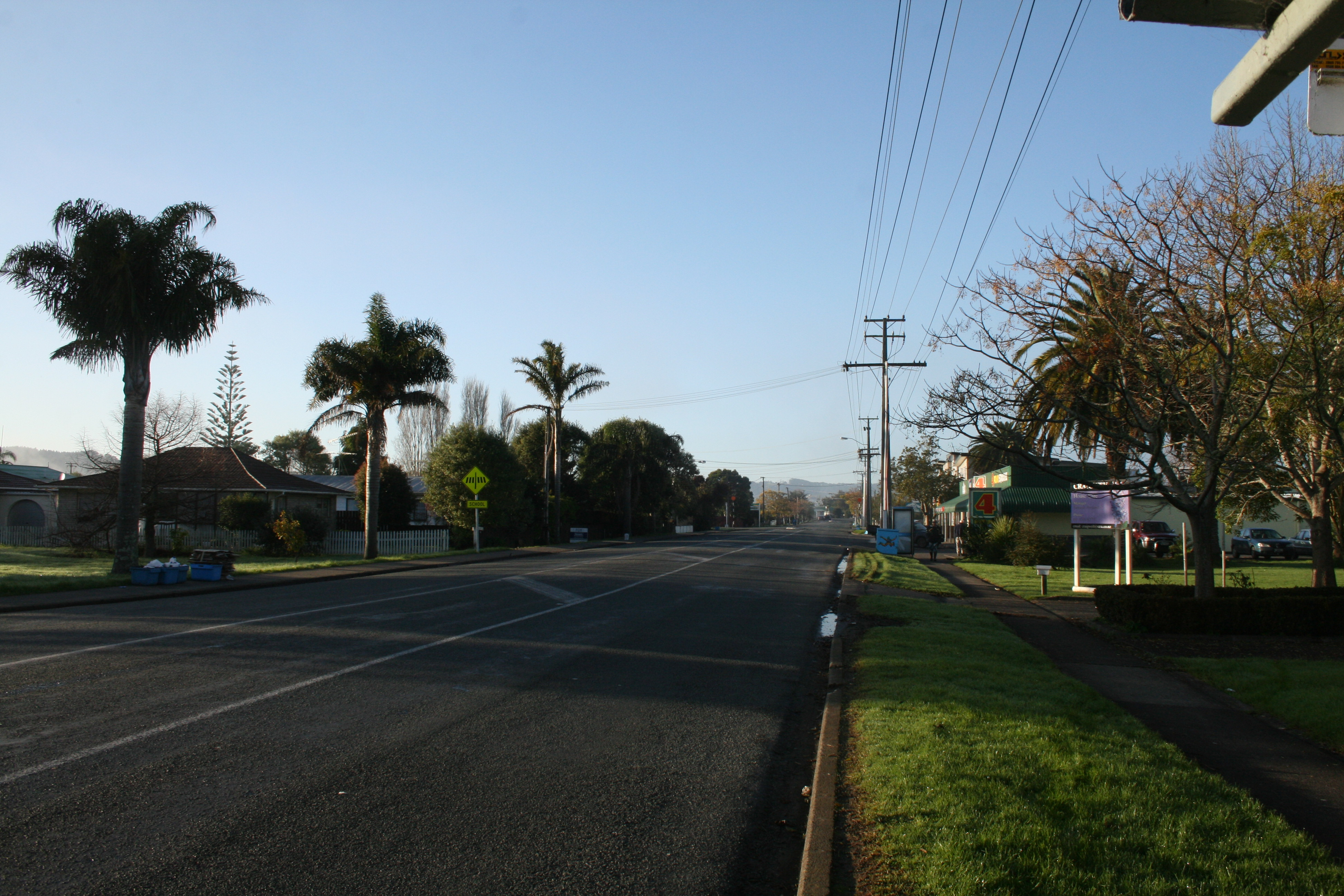
Parakai, Helensvile

Helensville is een plaats in de regio Auckland op het Noordereiland van Nieuw-Zeeland, 40 kilometer ten noordwesten van Auckland.

## Geschiedenis
Het gebied rond Helensville heette vroeger Te Awaroa, dat betekent "Het lange pad" of "Vallei van de lange rivier". De eerste Europese immigranten was de Schotse houtwerkersfamilie McLeod die van Nova Scotia naar Nieuw-Zeeland kwamen. John McLeod bouwde een huis dat hij "Helen's Villa" noemde, ter ere van zijn vrouw. Dit werd vervolgens de naam van het dorp.
Verwerking van het hout van de Agathis was de oorspronkelijke industrie in Helensville, maar aan het begin van de 20e eeuw waren de melkveehouderijen in opkomst en door de aanwezige warmwaterbronnen bij het plaatsje Parakai, 3 kilometer verder, werd het ook een geliefd vakantieoord.
Tegenwoordig is alleen het toerisme nog de belangrijkste bron van inkomsten.